# طريقة ريتز
طريقة ريتز (بالإنجليزية: Ritz method)‏ هي طريقة مباشرة لإيجاد حل تقريبي لمسألة القيمة الحدية. سميت هذه الطريقة باسم والتر ريتز.
في ميكانيكا الكم، يمكن وصف نظام الجسيمات من حيث «الطاقة الوظيفية» أو هاميلتونيان، والذي سيقيس طاقة أي تكوين مقترح للجسيمات المذكورة. اتضح أن بعض التهيئات المميزة هي أكثر احتمالا من التهيئات الأخرى، وهذا يتعلق بالتحليل الإلكتروني («تحليل الخصائص») لهذا النظام الهاملتوني. ولأنه من المستحيل في كثير من الأحيان تحليل جميع تشكيلات الجسيمات اللانهائية للعثور على واحد بأقل قدر من الطاقة، يصبح من الضروري أن تكون قادرة على تقريب هذه الهاميلتونية بطريقة ما لغرض الحسابات العددية.
يمكن استخدام طريقة ريتز لتحقيق هذا الهدف. في لغة الرياضيات، هو بالضبط طريقة العناصر المحدودة المستخدمة لحساب القيم الذاتية وقيم eigenvalues لنظام Hamiltonton.

## مناقشة
كما هو الحال مع الأساليب المتباينة الأخرى، يتم اختبار دالة الموجة التجريبية، {\displaystyle \Psi } ، على النظام. يتم اختيار وظيفة التجربة هذه للوفاء بالمتطلبات الحدودية (وأي قيود مادية أخرى). الوظيفة بالضبط غير معروفة. تحتوي الدالة التجريبية على واحد أو أكثر من المعلمات القابلة للتعديل، والتي تكون متنوعة للعثور على تكوين طاقة أقل.
يمكن أن يثبت أن طاقة الحالة الأرضية، {\displaystyle E_{0}} ، ترضي عدم مساواة:
{\displaystyle E_{0}\leq {\frac {\langle \Psi |{\hat {H}}|\Psi \rangle }{\langle \Psi |\Psi \rangle }}.}
وهذا يعني أن طاقة الحالة الأرضية أقل من هذه القيمة. ستعطي الدالة الموجية التجريبية دائمًا قيمة توقع أكبر من أو تساوي الطاقة الأرضية.
إذا كانت وظيفة موجة التجريب معروفة بأنها متعامدة مع الحالة الأرضية، فستوفر حدودًا لطاقة بعض الحالة المثارة.
وظيفة Ritz ansatz عبارة عن توليفة خطية من N أسس الأساس المعروفة {\displaystyle \left\lbrace \Psi _{i}\right\rbrace } بواسطة معاملات غير معروفة:
{\displaystyle \Psi =\sum _{i=1}^{N}c_{i}\Psi _{i}.}
مع هاميلتونى معروف، يمكننا كتابة قيمته المتوقعة
{\displaystyle \varepsilon ={\frac {\left\langle \displaystyle \sum _{i=1}^{N}c_{i}\Psi _{i}\right|{\hat {H}}\left|\displaystyle \sum _{i=1}^{N}c_{i}\Psi _{i}\right\rangle }{\left\langle \left.\displaystyle \sum _{i=1}^{N}c_{i}\Psi _{i}\right|\displaystyle \sum _{i=1}^{N}c_{i}\Psi _{i}\right\rangle }}={\frac {\displaystyle \sum _{i=1}^{N}\displaystyle \sum _{j=1}^{N}c_{i}^{*}c_{j}H_{ij}}{\displaystyle \sum _{i=1}^{N}\displaystyle \sum _{j=1}^{N}c_{i}^{*}c_{j}S_{ij}}}\equiv {\frac {A}{B}}.}
دالات الأساس لا تكون عادةً متعامدة، بحيث يكون لمصفوفة التداخل S عناصر غير صفرية غير متجانسة. إما {\displaystyle \left\lbrace c_{i}\right\rbrace } أو {\displaystyle \left\lbrace c_{i}^{*}\right\rbrace } (الاقتران الأول) يمكن استخدامه لتقليل قيمة التوقع. على سبيل المثال، من خلال جعل المشتقات الجزئية لـ {\displaystyle \varepsilon } فوق {\displaystyle \left\lbrace c_{i}^{*}\right\rbrace } ، يتم الحصول على المساواة التالية لكل k = 1، 2... N:
{\displaystyle {\frac {\partial \varepsilon }{\partial c_{k}^{*}}}={\frac {\displaystyle \sum _{j=1}^{N}c_{j}(H_{kj}-\varepsilon S_{kj})}{B}}=0,}
، مما يؤدي إلى مجموعة من المعادلات الدنيوية N:
{\displaystyle {\frac {\partial \varepsilon }{\partial c_{k}^{*}}}={\frac {\displaystyle \sum _{j=1}^{N}c_{j}(H_{kj}-\varepsilon S_{kj})}{B}}=0,}